# Laissac
Laissac je naselje in občina v južnem francoskem departmaju Aveyron regije Jug-Pireneji. Leta 1999 je naselje imelo 1.467 prebivalcev.

## Geografija
Kraj leži v pokrajini Rouergue ob reki Aveyron, 25 km vzhodno od središča departmaja Rodeza.

## Uprava
Laissac je sedež istoimenskega kantona, v katerega so poleg njegove vključene še občine Bertholène, Coussergues, Cruéjouls, Gaillac-d'Aveyron, Palmas, Sévérac-l'Église in Vimenet s 4.392 prebivalci.
Kanton Laissac je sestavni del okrožja Rodez.